# Trans-X
Trans-X es una banda de la provincia francófona de Quebec (Canadá) de estilo Hi-NRG y space disco en sus inicios (1981) que posteriormente transmutó al synth pop. Son mundialmente famosos por su canción Living on Video / Vivre sur vidéo (1983), de la cual existen más de 300 versiones.

## Historia

### SigloXX
Pascal Languirand es un músico y compositor que empezó trabajando para crear melodías para programas de televisión a finales de la década de 1970. Su mentor fue Brian Eno. Languirand ya había grabado diversos álbumes de música ambiental, con sonidos cósmicos o espaciales.
En 1981, junto al teclista y programador Steve Wyatt, formaron el grupo Trans-X.
En ese mismo año grabaron una maqueta que contenía dos canciones: Living on Video y Digital World.
En 1982 editaron el primer sencillo, Message on the Radio, canción que no alcanzó las listas de éxitos. Este tema tuvo un vídeo musical producido por Emil Dittrich (Toronto) y Carol Linnane (Boston).
Living on Video fue escrita y publicada en 1981, pero no fue lanzada hasta 1983 por Polydor Records y relanzada en 1985. Fue entonces cuando se convirtió en un éxito masivo a nivel mundial. Trans-X también grabó una versión en francés bajo el título Vivre sur Vidéo. La canción ha sido versionada por muchos artistas a lo largo de los años.
En cuanto salió al mercado el sencillo Living on Video (1983) fue un éxito instantáneo en Canadá. En su relanzamiento en 1985 (con videoclip), el sencillo vendió dos millones de copias y alcanzó el Top 10 en las listas del Reino Unido, excelentes posiciones en otros países europeos e incluso el n.º 1 en Francia.
En 1983 el grupo sacó al mercado otro sencillo, 3D Dance, e hicieron su primera presentación en una televisión alemana.
Steve Wyatt dejó Trans-X a finales de 1983. Entonces, Pascal Languirand reclutó a Laurie Ann Gill. Gill se puede ver en los primeros vídeos donde realiza coros para el grupo de synth pop Nudimension. 
En 1986 Languirand decidió retirarse de Trans-X tras el poco éxito del álbum Living on My Own. Estuvo varios años dedicándose a su carrera en solitario, componiendo música new age, ambient, dejando atrás el synth pop.
En 1994 Pascal Languirand vuelve a retomar Trans-X, actuando en directo con Nadia Sohaei.
En 1998 el grupo lanzó un álbum de grandes éxitos.

### SigloXXI
A inicios del siglo XXI Languirand grabó una nueva versión del gran éxito del grupo bajo el título Living on Video 2003, además de lanzar el álbum The Drag-Matic.
El 6 de mayo de 2006 fue lanzada otra versión del éxito principal de la banda, esta vez bajo el título de Living on Video 2K6.
A partir de 2010 Languirand trasladó su residencia a México y siguió preparando nuevos trabajos.
A principios de 2012, Pascal Languirand actuó en directo junto a Truc Quynh, más conocida como TQ, una chica de origen vietnamita, relativamente conocida como cantante de italo disco. Con TQ estuvo colaborando al menos desde 2004.
Sin embargo, en el sencillo I Want To Be With You Tonight (publicado en 2010), incluido en el álbum L.O.V. 2011 (año 2011), y en el álbum Hi-NRG que fue lanzado en 2012 en México, Languirand fue acompañado vocalmente por Corina Lawrence, una chica de raíces argentinas. Con Lawrence ha estado trabajando desde 2008.
Por otro lado, en 2013, Languirand cantó una canción junto a Truc Quynh (TQ), My Fascination, siendo grabada en audio y vídeo. La canción se convirtió en parte del álbum Out of the Shadows, que fue lanzado a finales de 2014.
En 2012 se suma Luis Broc en la batería electrónica y en 2014 se integra Ramón Serratos en los SFX, sintetizadores, como DJ de la banda en las actuaciones en directo y actualmente productor musical de la banda, ambos de origen mexicano.
Durante 2016 realizan una serie de giras por Sudamérica, reafirmando el gusto por el género en públicos diversos de países como Chile, Perú y Colombia, de la mano del proyecto Discolocos, película documental (del joven cineasta David Dávila) que refleja el mundo de los seguidores del Hi-NRG desde la década de 1980 y que perdura hasta la fecha en México, y en la cual Trans-X es protagonista a la par de una familia que representa a los fieles seguidores y donde se muestra el poder de la música y su capacidad regenerativa.
De la película Discolocos se desprende la original banda sonora en movimiento creada por Pascal Languirand de temas clásicos de los años 80 en su homenaje al Hi-NRG e italo disco, con la colaboración en las voces de Willie Chambers, Jessica Williams, Claudja Barry, Tobias Bernstrup, Stephan Groth, Cynthia Manley, Eskil Simonsson, Conrad Kaneshiro, Christina Criscione y JD Hall.
Con el paso de los años, y cada vez más, Pascal Languirand interactúa con otros artistas y, especialmente a partir de 1986, no sólo trabaja para Trans-X, sino que también deja espacio para otros proyectos.
En el año 2020 se realiza la producción del proyecto TEYOLIA "La energía del corazón", en el que se crea un perfecto híbrido entre el más puro trance y sonidos prehispánicos a petición del jefe Marco, líder de los pueblos/tribus/etnias de todo el continente Americano y en el que se plasmó la similitud de los ritos ancestrales y las coreografías que en México hasta la actualidad se viven en eventos masivos de temática retro.
En 2021 inicia el proyecto de renovación y actualización musical, al haber ya probado en TEYOLIA el increíble ensamble e integración del sonido High Energy con Trance, el siguiente paso era la fusión del sonido TRANS X con un género igual de energético, el "Psy Trance" que a petición de Luana y con la producción de Ramon Serratos, se logra una increíble y perfecta integración, lanzando así en noviembre de 2021 el primer EP "PSY ENERGY" con 4 temas.

## Discografía

### Sencillos
- Message on the Radio (1982).
- Living on Video (1983). En el formato maxisencillo iba incluida la versión en francés titulada Vivre sur Vidéo.
- 3D Dance (1983).
- Living on Video (1985). Remezcla y videoclip, n.º 9 en el Reino Unido, n.º 61 en el Billboard Hot 100, n.º 1 en Francia, n.º 25 en Bélgica (Flandes), n.º 3 en Bélgica (Valonia), n.º 7 en Países Bajos y n.º 43 en Suecia.
- Ich Liebe Dich (I Love You) (1986).
- Monkey Dance (1986).
- Maria (1988).
- Funkytown/Living on Video (1991).
- Living on Video (1991).
- A New Life on Video (1995).
- To Be... Or Not To Be (1995).
- Living on Video 2002 (2002).
- Living on Video 2K6 (2006).
- I Want To Be With You Tonight (2010).
- L.O.V. 2012 (2012).
- Fascination 2012 (2012).
- Imagination 2012 (2012).
- Into the Light 2012 (2012).

### Álbumes
- Living on Video (1983). Conocido en Canadá como Message on the Radio.
- Living On My Own (1988).
- Trans-X xcess (1995).
- 010101 (2001).
- The Drag-Matic Album (2003).
- L.O.V. 2011 (2011).
- Hi-NRG (2012).
- Anthology (2014).
- Dreams are made of Fantasies (2020)
- Psy Energy (2021)
- Teyolia (2022)

### Álbumes en solitario de Pascal Languirand
- Minos (1978) (sólo álbum).
- De Harmonia Universalia (1980) (sólo álbum).
- Vivre Ici Maintenant (1981) (sólo álbum).
- Gregorian Waves (1991).
- Ishtar (1993).
- Renaissance (2002).
- LSD (como Cybernium, colaboración con Michel Huygen) (2003).
- Incanta (2005).